# Park Narodowy Khao Sok
Park Narodowy Khao Sok (taj. เขาสก) − obejmuje obszar o powierzchni 739 km², położony w prowincji Surat Thani w Tajlandii. Obejmuje lasy, które porastały ten obszar od 160 milionów lat.

## Krajobraz
Park porośnięty jest dżunglą gęsto pociętą rzekami. Ze względu na górzyste położenie (ok. 1000 m n.p.m.)  z wapiennych skał zwisają grube liany.  

## Flora parku
W parku można napotkać kwiat – raflezję – wydający niezwykłą woń – rozkładającej się padliny którą przywabia zapylające go muchówki.

## Fauna parku
Tygrysy, lamparty, gibony, gaury, niedźwiedzie malajskie, makaki, cywety, dzioborożce, zimorodki i inne.

## Historia
Park został założony w 22 grudnia 1980 roku.

## Turystyka
Park można zwiedzać:
- kajakiem
- pieszo szlakami turystycznymi z możliwością noclegu w parku.